# Поликадр
Поликадр или Поликадровое кино (англ. Split Screen) — разновидность технологий мультимедиа, предусматривающая одновременный показ разных изображений на одном экране за счёт разделения кадра на части. Часто поликадровое изображение путают с полиэкранным, однако принципиальным отличием полиэкрана является использование нескольких проекторов (мониторов) и независимых источников изображения. В кинематографе создание поликадра возможно как во время комбинированной съёмки с помощью каше, так и при оптической печати с нескольких негативов трюк-машиной. На телевидении поликадр создаётся при помощи видеомикшера или по принципу разделения экрана в компьютерной графике.
Поликадр широко применяется в кинематографе, на телевидении, в компьютерном искусстве и продвинутых арт-практиках. Принцип восходит к житийным иконам (когда в ряде прямоугольных клейм на одной доске изображались последовательности определенных исторических событий), к комиксам, но в наибольшей мере к коллажам авангардистов и к шелкографическим картинам художников поп-арта Роберт Раушенберга и Энди Уорхола.

## Поликадровое кино
Разделение экрана на части позволяет показывать в одном кадре события, происходящие одновременно в разных местах, или объединённые общим сюжетом. Приём считается альтернативой параллельному монтажу и расширяет творческие возможности кинематографа. Одно из первых применений приёма можно увидеть в работах «Торговля белыми рабынями» Августа Блома или «Саспенс» Лоис Уэбер, где он используется для изображения одновременных действий разных героев в одно и то же время без применения монтажных склеек.
В 1950-е годы техника поликадра часто применялась для демонстрации телефонного разговора, что позволяло формально обойти требования кодекса Хейнса и создать иллюзию будто влюблённые пребывают где-то вместе (в постели или в ванне). Например, в фильмах «Мылый сэр» с Кэрри Грантом и Ингрид Бергман и «Телефон пополам» с Дорис Дэй и Роком Хадсоном . Со временем эту уловку продолжили применять в романтических комедиях («Когда Гарри встретил Салли» (1989), «К чёрту любовь!» (2003) и других).
Техника поликадра с каше и многократной экспозицией в ранний период кинематографа позволяла актёрам «раздваиваться» в кадре, играя одновременно две роли близнецов или похожих людей. Для этого перед объективом неподвижно закреплённого киносъёмочного аппарата устанавливали каше, закрывающее половину кадра. После окончания съёмки киноплёнку перематывали на начало, и переставляли каше. Актёр перемещался в другую часть кадра и съёмка повторялась. Технология накладывала серьёзные ограничения, не позволяя «близнецам» касаться друг друга и пересекать линию стыка двух каше. Позднее эту технологию сменила более совершенная блуждающая маска, которая позволяет актёру даже обниматься с самим собой в одном кадре.
В 1966 году приём поликадра был применён Энди Уорхолом в фильме «Девушки из „Челси“», где в разных частях экрана синхронно демонстрировались комнаты и постояльцы «отеля „Челси“», излюбленного места нью-йоркской богемы. Это был один из первых «андеграундных» фильмов 1960-х годов, получивший известность и коммерческий успех.
В 60-х и 70-х этот приём популяризировался благодаря ряду студийных фильмов. Среди них «Большой приз» Джона Франкенхаймера (1966), «Афера Томаса Крауна» Нормана Джуисона (1968), «Бостонский душитель» Ричарда Флейшера (1968). В фильме Вуди Аллена «Энни Холл» (1977) поликадр применяется для достижения комического эффекта в сцене приёма у психолога, чтобы показать различия женского и мужского взгляда на отношения и совместную жизнь. В работах Брайана Де Пальмы, одного из главных приверженцев этого приёма в современном кинематографе, сцены с поликадром намеренно дезориентируют зрителя и предоставляют возможность для свободной интерпретации («Сёстры» (1973), «Кэрри» (1976), «Прокол» (1981) и др.). Наравне с Де Пальмой полиэкран регулярно используют в своих работах Питер Гринуэй и Майк Фиггис.
В 2000-м году в фильме «Реквием по мечте» Даррен Аронофски применил технику поликадра, чтобы с одной стороны показать разобщенность и отстранённость героев, а с другой чтобы провести параллели между их действиями и акцентировать на некоторых внимание. Планировались даже и более сложные варианты сегментации, до четырех и шести экранов, однако авторы решили не реализовывать эту идею. Тем не менее, вырезанные сцены потом издавались в качестве дополнительных материалов к фильму .
В 2005 году вышел фильм Ханса Каноза «Порочные связи» полностью исполненный в режиме двойного экрана, снятый двумя камерами, которые создают накладку разных ракурсов в одном дубле для усиления пространственного, временно́го и эмоционального эффектов. С помощью такой съёмки зрителю не только показывают историю в режиме «до/после», но и дают возможность наблюдать за движениями и реакцией героев.
Любопытное использование двойного экрана, как способ показать противопоставление «ожидание/реальность» было применено в фильме Марка Уэбба «500 дней лета» (2009).

### Иные способы применения поликадра
1. В музыкальных клипах (используется как кинематографический приём)
2. В видеоиграх, чтобы позволить игроку одновременно отслеживать несколько элементов, имеющих отношение к игровому процессу.
3. На телевидении. В выпусках новостей посредством разделенного экрана часто показывают двух корреспондентов, корреспондента и ведущего. Также раньше в разных программах встречалась вставка экрана сурдопереводчика. Иногда полиэкран применяется в игровых шоу или ток-шоу, чтобы показать двух участников одновременно или если они находятся в разных местах. Полиэкран также используется в репортажах с автогонок, особенно когда автомобиль уходит на пит-стоп.
4. В рекламе. Зачастую чтобы показать разницу между «до» и «после». Например, в рекламе косметических или моющих средств.

## Фильмы с поликадром
| Название                      | Год       | Режиссёр            |
| ----------------------------- | --------- | ------------------- |
| Санта Клаус                   | 1898      | Джордж Альберт Смит |
| Жизнь американского пожарного | 1903      | Эдвин С. Портер     |
| Торговля белыми рабынями      | 1910      | Август Блом         |
| Саспенс                       | 1913      | Лоис Уэбер          |
| Милый сэр                     | 1958      | Стэнли Донен        |
| Телефон пополам               | 1959      | Майкл Гордон        |
| Большой приз                  | 1966      | Джон Франкенхаймер  |
| Афера Томаса Крауна           | 1968      | Норман Джуисон      |
| Бостонский душитель           | 1968      | Ричард Флейшер      |
| Дионис-69                     | 1970      | Брайан Де Пальма    |
| Сёстры                        | 1973      | Брайан Де Пальма    |
| Призрак рая                   | 1974      | Брайан Де Пальма    |
| Кэрри                         | 1976      | Брайан Де Пальма    |
| Последний отблеск сумерек     | 1976      | Роберт Олдрич       |
| Энни Холл                     | 1977      | Вуди Аллен          |
| Бритва                        | 1980      | Брайан Де Пальма    |
| Прокол                        | 1981      | Брайан Де Пальма    |
| Уолл-Стрит                    | 1987      | Оливер Стоун        |
| Костёр тщеславия              | 1990      | Брайан Де Пальма    |
| Джеки Браун                   | 1997      | Квентин Тарантино   |
| Ночи в стиле буги             | 1997      | Пол Томас Андерсон  |
| Глаза змеи                    | 1998      | Брайан Де Пальма    |
| Беги, Лола, беги              | 1998      | Том Тыквер          |
| Когда Гарри встретил Салли    | 1989      | Роб Райнер          |
| Афёра Томаса Крауна           | 1999      | Джон Мактирнан      |
| Девственницы-самоубийцы       | 1999      | София Коппола       |
| Большой куш                   | 2000      | Гай Ричи            |
| Реквием по мечте              | 2000      | Даррен Аронофски    |
| Таймкод                       | 2000      | Майк Фиггис         |
| Роковая женщина               | 2002      | Брайан Де Пальма    |
| Адаптация                     | 2002      | Спайк Джонз         |
| Убить Билла. Фильм 1          | 2003      | Квентин Тарантино   |
| К чёрту любовь!               | 2003      | Пейтон Рид          |
| Халк                          | 2003      | Энг Ли              |
| Чемоданы Тульса Люпера        | 2003-2004 | Питер Гринуэй       |
| Порочные связи                | 2005      | Ханс Каноза         |
| Кусочки Трейси                | 2007      | Брюс МакДональд     |
| 500 дней лета                 | 2009      | Марк Уэбб           |
| Скотт Пилигрим против всех    | 2010      | Эдгар Райт          |
| 127 часов                     | 2010      | Дэнни Бойл          |
| Социальная сеть               | 2010      | Дэвид Финчер        |
| Агенты А.Н.К.Л.               | 2015      | Гай Ричи            |
| Вихрь                         | 2021      | Гаспар Ноэ          |